# Рендинска базилика
Рендинската базилика (на гръцки: Βασιλική της Ρεντίνας) е средновековна църква край солунското село Рендина, Гърция. Църквата е била епископски храм на Рендинската епископия на Вселенската патриаршия.
Църквата е разположена в акропола на Рендинската крепост. Построена в X век върху цистерна от VI век. Цистерната е построена от Юстиниан Велики при възстановяването на крепостта и е с размери 4,5 x 9 m и дълбочина 4,6 m. Подът ѝ е с плочки. Църквата представлява трикорабна базилика с дървен покрив.